# 法典調査会
法典調査会（ほうてんちょうさかい）は、明治時代に内閣に設置された、法典の起草・審議・編纂を行なう機関である。通常、1898年（明治31年）の大規模再編を境に、前期と後期に区分される。前期法典調査会では現行民法典・商法典が創られるなど、日本の法典整備に大きな役割を果たした。

## 概要
法典の整備は、明治政府による不平等条約改正のための必須条件であったが、法典論争によって旧民法および旧商法の施行が延期され、既成法典（旧法典）は1896年（明治29年）12月末までに内容を修正すべきものとされた。これを受けて1893年（明治26年）3月21日、時の首相・伊藤博文は、後の法典調査会の主要メンバーとなる数名の法律家を官邸に招いて協議を行い、同年3月25日、勅令第11号「法典調査会規則」に基づき法典調査会を内閣に設置した。4月13日、総裁に伊藤首相、副総裁に西園寺、委員に18名が任命された。

## 組織および審議手続

### 前期
前期法典調査会は、1894年（明治27年）3月の組織改編を境に第1期と第2期に区分され、施行が延期されていた民法と商法が優先的に起草・審議された。
前期第1期
1893年（明治26年）当初の組織構成は、同年4月27日内閣送第3号「法典調査規程」により、総裁1名・副総裁1名・主査委員20名・査定委員30名とし、主査委員中から起草委員3名のほか、整理委員、報告委員が置かれ、各起草委員には専属の書記（後の補助委員）が附された。また、審議手続は、主査委員会・総会の二段階を踏むものとされた。
前期第2期
発足から1年後の1894年（明治27年）3月27日、審議時間の短縮と効率化を図るため、勅令第30号により、組織および審議手続が改正された。主査委員・査定委員の区別は廃止されて単なる「委員」に統一され（定員は35名以内）、主査委員会・総会も統合されて「委員会」による1回の審議に変更された。一方、これを機に、欠席の多い委員の罷免も行われている。
総裁・副総裁
法典調査会の総裁と副総裁は内閣が替わる度に交代し、総裁は内閣総理大臣が務めた。第2次伊藤内閣では、伊藤博文が総裁、西園寺公望が副総裁に就任し、第2次松方内閣では、松方正義が総裁、清浦奎吾が副総裁に就任した。第3次伊藤内閣では、再び伊藤が総裁、西園寺が副総裁に就任し、後に曾禰荒助が西園寺に代わって副総裁に就任した。
起草委員
民法起草委員には梅謙次郎・富井政章・穂積陳重の三名が、商法起草委員には梅謙次郎・岡野敬次郎・田部芳の三名が任命された。

#### 民法起草体制
起草三者が担当範囲ごとに原案を起草、これを基に三名の合議で起草委員としての案（修正原案）を確定し、これを委員会が審議するというのが大体の起草方法であった。
穂積陳重が伊藤博文の諮問に答えて示した原案では、施行延期期限の短いことから割普請による他ないとの理由により、起草三者の合議を経ることなく直ちに委員会に委ねるという形だったが、法典速成の不可能を説く富井の提案により修正されたのである。
平野義太郎作成・仁井田益太郎校閲表によると、原案起草者は以下の通り。
- 第一編 総則
  - 第一章 人（梅）
  - 第二章 法人（穂積）
  - 第三章 物（富井）
  - 第四章 法律行為
    - 第一～三節 総則・意思表示・代理（富井）
    - 第四節 無効及び取消（梅）
    - 第五節 条件及び期限（穂積）

  - 第五章 期間（梅）
  - 第六章 時効（梅）

- 第二編 物権
  - 第一～二章 総則・占有権（穂積）
  - 第二章 所有権
    - 第一節 所有権の限界（梅）
    - 第二節 所有権の取得（富井）
    - 第三節 共有（富井）

  - 第四章 地上権（梅）
  - 第五章 永小作権（梅）
  - 第六章 地役権（梅）
  - 第七章 留置権（穂積）
  - 第八章 先取特権（穂積）
  - 第九章 質権（富井）
  - 第十章 抵当権（梅）

- 第三編 債権
  - 第一章 総則
    - 第一～二節 債権の目的・効力（穂積）
    - 第三節 多数当事者の債権及び債務（梅）
    - 第四節 債権の譲渡（梅）
    - 第五節 債権の消滅（穂積）

- - 第二章 契約
    - 第一～二節 総則・贈与（穂積）
    - 第三～七節 売買・交換・消費貸借・使用貸借・賃貸借（梅）
    - 第八節 雇用（穂積）
    - 第九節 請負（-）
    - 第十節 委任（富井）
    - 第十一節 寄託（富井）
    - 第十二節 組合（富井）
    - 第十三～十四節 終身定期金、和解（-）

  - 第三章 事務管理（穂積）
  - 第四章 不当利得（梅）
  - 第五章 不法行為（穂積）

第3編第2章第9・13・14節、及び第4編親族・第5編相続は未確定。上記表を参照して作成された星野通作成表では不当利得についても起草者不明となっている。衆議院の質疑記録が該当箇所につき脱漏していることを理由とする。
起草補助委員の合著『帝国民法正解』の執筆分担もこれに準じており、富井起草部分は富井の補助者の仁井田、梅の部分は松波、穂積の部分は仁保が担当した。
また『法典調査会議事速記録』の発言者を基にした推測も可能である。福島正夫作成表では以下のとおり（上記表と同じ部分は省略）。
- 第3編 債権
  - 第1章 総則
    - 第3節 多数当事者の債権及び債務
      - 第1～3款 総則・不可分債務・連帯債務（富井）
      - 第4款 保証債務（梅）

  - 第2章 契約
    - 第1節 総則
      - 第1～2款 契約の成立・契約の効力（富井）

    - 第5・6節 消費貸借・使用貸借（富井）
    - 第9節 請負（穂積）
    - 第13節 終身定期金（梅）
    - 第14節 和解（梅）※草案では第15節

  - 第4章 不当利得（穂積）

- 第4編、親族
  - 第1章、総則（富井）
  - 第2章、戸主及び家族（富井）
    - 第1節、総則（富井）
    - 第2節、戸主及び家族の権利義務（富井）
    - 第3節、戸主権の喪失（富井、隠居のみ穂積）

  - 第3章、婚姻
    - 第1節、婚姻の成立（梅）
    - 第2節、婚姻の効力（梅）
    - 第3節、夫婦財産制（梅）
    - 第4節、離婚（富井）

  - 4章、親子
    - 第1節、実子（富井）
    - 第2節、養子（穂積）

  - 第5章、親権（梅）
  - 第6章、後見（梅）
  - 第7章、親族会（梅）
  - 第8章、扶養の義務（富井）

- 第5編、相続
  - 第1章、家督相続（穂積）
    - 第1節、総則（穂積）
    - 第2節、家督相続人（穂積）
    - [第3節、家督相続人の順位]（梅）　※公布民法では消滅
    - 第3節、家督相続の効力（穂積）　※草案では第4節

  - 第2章、遺産相続（穂積）
  - 第3章、相続の承認及び抛棄（富井）
  - 第4章、財産の分離（富井）　※第二種財産分離規定（明治民法1050条）は梅が説明
  - 第5章、相続人の曠欠（富井）
  - 第6章、遺言
    - 第1節、総則（穂積）
    - 第2節、遺言の方式（穂積）
    - 第3節、遺言の効力（富井）
    - 第4節、遺言の執行（富井）
    - 第5節、遺言の取消（穂積）

  - 第7章、遺留分（富井）

一方、星野通は身分法（家族法）は穂積陳重の（単独）起草と推測し、元田肇の回顧録により確認されたと主張している。

### 後期
後期法典調査会はいくつかの部に分けられ、刑法典の改正作業は法典調査会第三部で行なわれた。
刑法改正案の起草・編纂
刑法改正案が法典調査会で審議されるようになるのは、1899年（明治32年）以降の後期法典調査会においてである。それまで刑法典の改正作業は司法省内に設置された「刑法改正審査委員会」で進められていたが、そこで起草にあたっていたメンバーが法典調査会でも刑法典起草を担った。すなわち、刑法改正審査委員会の委員長であった横田国臣は法典調査会第三部の部長となり、委員であった倉富勇三郎・古賀廉造・石渡敏一の三名が法典調査会での刑法起草委員となった。
法典調査会の廃止以降
1903年（明治36年）に法典調査会が廃止された後は、司法省に設置された「第2次法律取調委員会」に法典編纂事業が引き継がれ、刑法改正案は1907年（明治40年）になってようやく帝国議会を通過し、現行刑法として成立した。

## 発言回数ランキング
法典編纂に対する貢献度を測るひとつの物差しとして、法典調査会での発言回数が挙げられる（ただし、梅は編纂に際して法典の早期完成を最重要視して極力原案の維持を図ったことから、発言回数が異常に多くなっている。起草原案の作成にはむしろ穂積・富井の見解が採用された部分が多いが、穂積は梅の貢献度を高く評価している）。以下、その発言回数のランキングを掲載する。
| 順位 | 氏名         | 発言回数 | 前期法典調査会での役職               |
| ---- | ------------ | -------- | ------------------------------------ |
| 1    | 梅謙次郎     | 7963回   | 主査委員・民法起草委員・商法起草委員 |
| 2    | 箕作麟祥     | 5395回   | 主査委員                             |
| 3    | 穂積陳重     | 4150回   | 主査委員・民法起草委員               |
| 4    | 富井政章     | 3748回   | 主査委員・民法起草委員               |
| 5    | 横田国臣     | 2815回   | 主査委員                             |
| 6    | 土方寧       | 2586回   | 主査委員                             |
| 7    | 高木豊三     | 2293回   | 主査委員                             |
| 8    | 西園寺公望   | 2186回   | 副総裁                               |
| 9    | 長谷川喬     | 2042回   | 主査委員                             |
| 10   | 磯部四郎     | 1988回   | 査定委員                             |
| 11   | 田部芳       | 1029回   | 主査委員・商法起草委員               |
| 12   | 尾崎三良     | 761回    | 査定委員                             |
| 13   | 穂積八束     | 702回    | 査定委員                             |
| 14   | 伊藤博文     | 594回    | 総裁                                 |
| 15   | 末松謙澄     | 429回    | 主査委員                             |
| 16   | 本野一郎     | 415回    | 主査委員                             |
| 17   | 奥田義人     | 392回    | 査定委員                             |
| 18   | 元田肇       | 377回    | 主査委員                             |
| 19   | 重岡薫五郎   | 372回    | 委員                                 |
| 20   | 岸本辰雄     | 340回    | 査定委員                             |
| 21   | 清浦奎吾     | 281回    | 副総裁                               |
| 22   | 井上正一     | 272回    | 査定委員                             |
| 23   | 村田保       | 235回    | 主査委員                             |
| 24   | 三浦安       | 203回    | 査定委員                             |
| 25   | 菊池武夫     | 194回    | 主査委員                             |
| 26   | 山田喜之助   | 174回    | 査定委員                             |
| 27   | 鳩山和夫     | 150回    | 主査委員                             |
| 28   | 中村元嘉     | 149回    | 査定委員                             |
| 29   | 都筑馨六     | 140回    | 査定委員                             |
| 30   | 金子堅太郎   | 96回     | 査定委員                             |
| 31   | 星亨         | 91回     | 査定委員                             |
| 32   | 三崎亀之助   | 74回     | 主査委員                             |
| 33   | 岡野敬次郎   | 72回     | 商法起草委員                         |
| 34   | 末延道成     | 63回     | 査定委員                             |
| 35   | 山田東次     | 50回     | 査定委員                             |
| 36   | 大岡育造     | 46回     | 査定委員                             |
| 37   | 木下広次     | 45回     | 主査委員                             |
| 38   | 曾禰荒助     | 40回     | 副総裁                               |
| 39   | 岡村輝彦     | 35回     | 査定委員                             |
| 40   | 南部甕男     | 33回     | 査定委員                             |
| 41   | 熊野敏三     | 20回     | 主査委員                             |
| 42   | 渋沢栄一     | 18回     | 査定委員                             |
| 42   | 河村譲三郎   | 18回     | 委員                                 |
| 44   | 関直彦       | 17回     | 査定委員                             |
| 45   | 江木衷       | 13回     | 査定委員                             |
| 45   | 富谷鉎太郎   | 13回     | 委員                                 |
| 47   | 斯波淳六郎   | 10回     | 査定委員                             |
| 48   | 阿部泰蔵     | 9回      | 査定委員                             |
| 48   | 小笠原貞信   | 9回      | 査定委員                             |
| 50   | 伊東巳代治   | 6回      | 主査委員                             |
| 51   | 河島醇       | 5回      | 査定委員                             |
| 52   | 小中村清矩   | 4回      | 査定委員                             |
| 53   | 寺尾亨       | 1回      | 委員                                 |
| 53   | 小宮三保松   | 1回      | 委員                                 |
| 55   | 本尾敬三郎   | 0回      | 主査委員                             |
| 55   | 島田三郎     | 0回      | 査定委員                             |
| 55   | 木下周一     | 0回      | 査定委員                             |
| 55   | 千家尊福     | 0回      | 査定委員                             |
| 55   | 高田早苗     | 0回      | 査定委員                             |
| 55   | 細川潤次郎   | 0回      | 査定委員                             |
| 55   | 神鞭知常     | 0回      | 査定委員                             |
| 55   | 西源四郎     | 0回      | 委員                                 |
| 55   | 松方正義     | 0回      | 総裁                                 |
| 55   | 鶴原定吉     | 0回      | 委員                                 |
| 55   | 加藤正義     | 0回      | 委員                                 |
| 55   | 内田嘉吉     | 0回      | 委員                                 |
| 55   | 倉富勇三郎   | 0回      | 委員                                 |
| -    | 仁井田益太郎 | -        | 補助委員（富井政章付）               |
| -    | 仁保亀松     | -        | 補助委員（穂積陳重付）               |
| -    | 松波仁一郎   | -        | 補助委員（梅謙次郎付）               |